# Stéphane Piednoir
Stéphane Piednoir, né le 25 février 1970 à Rennes, est un homme politique français, élu sénateur de Maine-et-Loire le 24 septembre 2017.

## Biographie

### Enseignement
De 1993 à 2017, Stéphane Piednoir a exercé en tant que professeur de mathématiques essentiellement à Angers, dispensant des cours au collège François Rabelais, au lycée Henri Bergson, dans le secondaire ainsi qu'en classes préparatoires économiques et commerciales (CPGE ECS).
Après des études universitaires à la faculté des Sciences de l'Université d'Angers, il obtient en 1994 son agrégation de mathématiques, suivi d'un Master Recherche en probabilités en 2006 à la faculté des Sciences de l'Université de Nantes.

### Politique
Animé d'une passion pour la politique, il entre dans l'opposition du conseil municipal de la commune de Montreuil-Juigné en 2001, où il est élu maire en 2014. En parallèle, il assume la fonction de vice-président d'Angers Loire Métropole en charge de l'énergie de 2014 à 2018.
Stéphane Piednoir est élu Sénateur sur la liste de Catherine Deroche lors des élections sénatoriales du 24 septembre 2017 et est réélu en septembre 2023 en prenant la tête de liste "Alliance Républicaine".
En octobre 2018, il est élu président de la fédération Les Républicains de Maine-et-Loire.

### Affaire judiciaire
Mis en cause dans une affaire de prise illégale d’intérêts, Stéphane Piednoir voit son immunité parlementaire levée en novembre 2020 et est placé en garde à vue en décembre de la même année, dans le cadre d’une enquête menée par la police judiciaire d’Angers. Le sénateur doit être convoqué en 2024 par le tribunal correctionnel d’Angers pour répondre de cette affaire.
Le 24 janvier 2025, il est condamné en première instance à des sanctions financières. Contrairement aux réquisitions du procureur de la République, aucune peine d’emprisonnement avec sursis ni d’inéligibilité ne lui a été infligée.

## Détail des mandats et fonctions

### Mandats en cours
- Membre du Groupe d'Études Energie au Sénat.
- Membre du Groupe d'études Pratiques sportives et grands événements sportifs au Sénat.

### Anciens mandats
- Membre du collège consultatif de la commission du fonds pour le développement de la vie associative.
- Membre de la Commission départementale de la coopération intercommunale.

### Activités politiques annexes
- Président de la fédération départementale Les Républicains de Maine-et-Loire depuis octobre 2018 .
- Membre de la Commission départementale de répartition des crédits de la dotation d'équipement des territoires ruraux de Maine-et-Loire.